# Liste des guerres de la Biélorussie
Cette liste regroupe les guerres et conflits ayant vu la participation de la Biélorussie. Voici une légende facilitant la lecture de l'issue des guerres ci-dessous :
- Victoire
- Défaite
- Autre résultat (par exemple un traité ou une paix sans un résultat clair, un statu quo ante bellum, un résultat inconnu ou indécis)
- Conflit en cours

## République populaire biélorusseetRépublique socialiste soviétique de Biélorussie
| Début | Fin  | Nom du conflit                          | Belligérants                                                                                | Belligérants | Issue                                                             |                     |                                 | |                                                                       |
| ----- | ---- | --------------------------------------- | ------------------------------------------------------------------------------------------- | --- | ----------------------------------------------------------------- | ------------------- | ------------------------------- | --- | --------------------------------------------------------------------- |
| Début | Fin  | Nom du conflit                          | 1918                                                                                        | 1919 | Issue                                                             | Guerre civile russe | République populaire biélorusse | République socialiste fédérative soviétique de Russie République socialiste soviétique de Biélorussie République socialiste soviétique lituano-biélorusse | défaite de la République populaire et victoire des forces soviétiques |
| 1918  | 1921 | Guerre soviéto-polonaise                | Pologne République populaire biélorusse République populaire ukrainienne France Royaume-Uni | République socialiste fédérative soviétique de Russie République socialiste soviétique de Biélorussie République socialiste soviétique d'Ukraine République socialiste soviétique lituano-biélorusse | Paix de Riga                                                      |                     |                                 | |                                                                       |
| 1920  | 1920 | Soulèvement Slutsk                      | Les rebelles                                                                                | République socialiste soviétique de Biélorussie République socialiste fédérative soviétique de Russie                                                                                                | la défaite des rebelles                                           |                     |                                 | |                                                                       |
| 1939  | 1939 | Invasion soviétique de la Pologne       | Union soviétique                                                                            | Pologne | La Biélorussie occidentale a fait partie de la RSS de Biélorussie |                     |                                 | |                                                                       |
| 1939  | 1954 | Conflit ethnique polono-biélorusse      | Biélorusse                                                                                  | Polonais | ?                                                                 |                     |                                 | |                                                                       |
| 1941  | 1944 | Occupation allemande de la Biélorussie  | Union soviétique - Partisans biélorusses                                                    | Reich allemand - Collaboration biélorusse | Défaite des forces allemandes                                     |                     |                                 | |                                                                       |
| 1944  | 1955 | Mouvement anticommuniste en Biélorussie | Union soviétique - République socialiste soviétique de Biélorussie                          | Les rebelles | la défaite des rebelles                                           |                     |                                 | |                                                                       |

## Biélorussie
| Début | Fin  | Nom du conflit                               | Belligérants                                                                                    | Belligérants                              | Issue          |
| Début | Fin  | Nom du conflit                               | Alliés (y compris la Biélorussie)                                                               | Ennemis                                   | Issue          |
| ----- | ---- | -------------------------------------------- | ----------------------------------------------------------------------------------------------- | ----------------------------------------- | -------------- |
| 2004  | 2004 | Bombardement de Bouaké                       | Côte d'Ivoire Pilotes de mercenaires de Biélorussie                                             | France                                    | Defaite        |
| 2010  | 2010 | Force intérimaire des Nations unies au Liban | Belarus                                                                                         | Belarus                                   | Autre résultat |
| 2011  | 2011 | Première guerre civile libyenne              | Jamahiriya arabe libyenne Belarus Zimbabwe                                                      | Conseil national de transition OTAN Qatar | Defaite        |
| 2017  | 2017 | Guerre du Kivu                               | République démocratique du Congo Belarus Belgium France Angola Zimbabwe Botswana                | Les rebelles                              | Autre résultat |
| 2022  |      | Invasion de l'Ukraine par la Russie          | Biélorussie Russie République populaire de Lougansk République populaire de Donetsk Tchétchénie | Ukraine - Régiment Kastous-Kalinowski     | En cours       |